# Ewa Iwaszkiewicz
Ewa Iwaszkiewicz (ur. 1937, zm. 27 lutego 2023) – polska okulistka, dr hab. nauk medycznych.

## Życiorys
W 1990 habilitowała się na podstawie pracy zatytułowanej Etiopatogeneza stożka rogówki ze szczególnym uwzględnieniem roli ciśnienia. Pracowała w Katedrze i Klinice Okulistyki na II Wydziale Lekarskim z Oddziałem Nauczania w Języku Angielskim oraz Oddziałem Fizjoterapii Akademii Medycznej w Warszawie.